# HMS Punjabi
Le HMS Punjabi est un destroyer de la classe Tribal qui servit dans la Royal Navy durant la Seconde Guerre mondiale.

## Historique
Au début de la Seconde Guerre mondiale, le Punjabi commence à patrouiller l'Atlantique Nord avec le reste de la 6e flottille de destroyers. Pendant les trois premiers mois, il effectue des patrouilles anti-sous-marines et des tâches de contrôle de la flotte. Au cours de la deuxième bataille de Narvik le 13 avril 1940, le Punjabi est gravement endommagé par six obus mais il retourne au combat une heure plus tard.
Les 21 et 22 mai 1941, il participe à la traque du Bismark, mais en raison d'un manque de mazout, les destroyers doivent retourner à Hvalfjörður, en Islande, pour faire le plein.
Avant l'invasion de l'URSS par l'Allemagne, la Force K comprenant le Punjabi, l'Aurora, le Nigeria et le Tartar quitte Scapa Flow pour le Spitzberg avec l'intention d'étudier l'utilisation de cette île comme base navale. Il était prévu que les navires stationnés ici puissent harceler le trafic de convois allemands au large de la Norvège. Le contre-amiral Vian rapporta qu'une occupation militaire du Spitzberg pourrait être réalisable, mais la glace hivernale dans les fjords empêchait tout utilisation de l'île comme base navale toute l'année. Après cette mission, toutes les opérations du Punjabi se concentrent autour des convois russes.
En janvier 1942, le Punjabi est réaménagé au chantier Yarrow de Palmer et retourne à ses fonctions dans la Home Fleet. Le 5 mars 1942, il rejoint l'Ashanti et le Bedouin dans la traque infructueuse du cuirassé allemand Tirpitz. Après une deuxième tentative, le Punjabi est contraint de retourner à la base avec un appareil de direction désactivé.
Alors qu'il escorte le convoi PQ-15 dans un épais brouillard le 1er mai 1942, le cuirassé HMS King George V de 35 000 tonnes entre en collision avec le Punjabi sur son côté bâbord, coulant sa poupe quasi immédiatement. Ses charges de profondeur prêtes à l'emploi explosent, contre les flancs du cuirassé sous la ligne de flottaison, causant de graves blessures aux survivants. Heureusement, sa proue coule assez lentement, permettant ainsi à 169 personnes d'être sauvées par le HMS Martin et le HMS Marne.